# Jüdische Gemeinde Charmes
Eine jüdische Gemeinde in Charmes, einer französischen Gemeinde im Département Vosges in der Region Grand Est, bestand seit Anfang des 19. Jahrhunderts.

## Geschichte
Die jüdische Gemeinde in Charmes besaß eine Synagoge, die 1864 erbaut wurde, eine jüdische Elementarschule und ein rituelles Bad (Mikwe). Die Synagoge wurde am 5. September 1944 zerstört. Das Bruchstück der Gesetzestafeln befindet sich heute in der Synagoge von Bruyères, die als Museum genutzt wird.